# Balak (Bijbel)

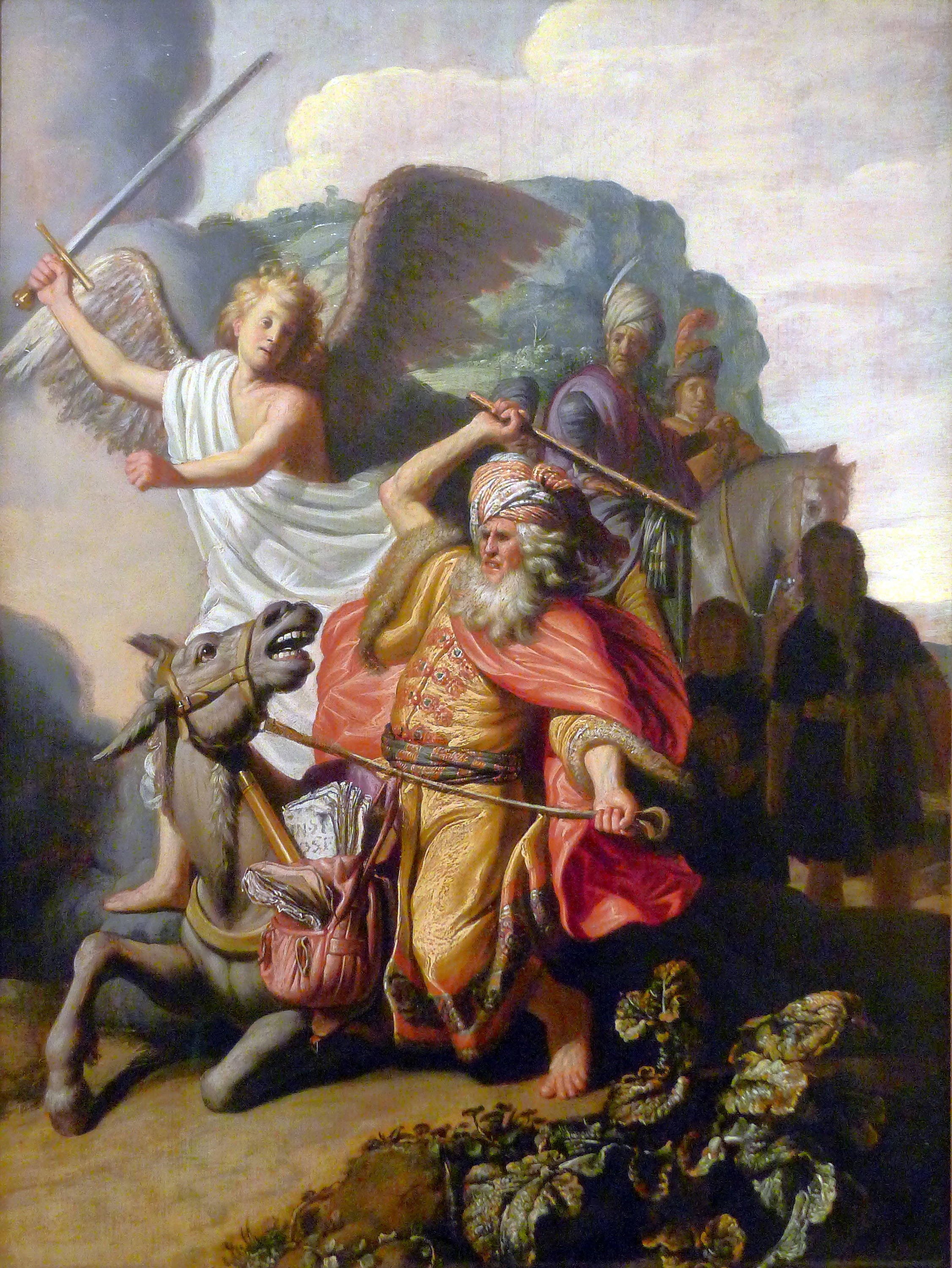
Bileam slaat zijn ezelin die door een engel wordt tegengehouden (Rembrandt)

Balak was volgens de Hebreeuwse Bijbel een koning van de Moabieten. 

## Verhaal
Nadat de Israëlieten de Amorieten hadden verslagen, werd Balak bang dat zijn volk en hij hetzelfde lot zouden ondergaan. Samen met de Midjanieten stuurde hij daarom boden naar Bileam, een waarzegger in Pethor aan de Eufraat, met het verzoek om de Israëlieten te vervloeken. Bileam, die ’s nachts een visioen van de God van de Israëlieten had gekregen, weigerde de boden te vergezellen naar Balak. Na een tweede verzoek ging Bileam uiteindelijk met de boden mee, maar in plaats van de Israëlieten te vervloeken, zegende hij de Israëlieten. Tijdens zijn reis wilde Bileams ezelin niet verdergaan, omdat een engel op haar weg stond (Numeri 22-24). Dit verhaal werd een populair onderwerp in de schilderkunst.
Bileam ontmoette koning Balak hierna aan de oever van de Arnon. De volgende dag brachten Balak en Bileam slachtoffers en hoopten slechte voortekens te vinden, zodat Bileam het volk kon vervloeken. Maar hij ontving een boodschap van de God van de Israëlieten om Israël te zegenen. Dit proces herhaalde zich tweemaal: op de top van de berg Pisga en de top van de berg Peor, beide keren met hetzelfde resultaat. Balak werd woedend en zei: "Ik heb u laten roepen om een vloek over mijn vijanden uit te spreken, maar u hebt hen nu al drie keer gezegend. Verdwijn, ga terug naar waar u vandaan komt. Ik had beloofd u rijkelijk te belonen, maar u loopt die beloning mis - door toedoen van de HEER" (Numeri 23:10-11).

## Onderzoek
Wetenschappers concludeerden in 2019 dat Balak waarschijnlijk genoemd wordt op de Mesa-stele. Dit is een inscriptie uit ongeveer 850 v.Chr. Lange tijd werd aangenomen dat er werd verwezen naar het Huis van David. Bij herbestudering kwam men tot de conclusie dat waarschijnlijk verwezen werd naar koning Balak en niet naar koning David.
- Gemeinsame Normdatei: 1031949577
- Nationale Bibliotheek van Israël: 987007511752805171
- Virtual International Authority File: 296682070